# C.I.A. (glazbeni sastav)
C.I.A. (kratica od Cru' in Action!) je hip hop glazbeni sastav kojeg su 1984. godine osnovali Ice Cube, K-Dee i Sir Jinx. Grupa je počela svirati na zabavama koje je organizirao reper i producent Dr. Dre, član popularne lokalne hip hop grupe World Class Wreckin' Cru. Grupa C.I.A. je gostovala na pjesmi "Cabbage Patch" World Class Wreckin' Crua.
Kasnije su Ice Cube i Dr. Dre postali pioniri gangsta rapa osnivanjem grupe N.W.A. Jedini album kojeg je C.I.A. objavila je bio My Posse iz 1987. godine. Producent albuma je bio Dr. Dre, a album je snimljen na ritam mašini Roland TR-808.

## Članovi
Bivši članovi
- Ice Cube (1984. − 1987.)
- K-Dee (1984. – 1987.)
- Sir Jinx (1984. – 1987.)

## Diskografija

### Albumi
- My Posse (1987.)